# Sazanami (schip, 1931)
Sazanami (Japans: 漣) was een torpedobootjager in dienst bij de Japanse Keizerlijke Marine. Het schip diende van 1932 totdat het in 1944 tot zinken gebracht werd.

## Ontwerp
Sazanami beschikte over twee Kampon Ro turbines, aangedreven door 4 Kampon ketels. Dit gaf het schip een machinevermogen van 37.000 kilowatt, waarmee het een snelheid van 38 knopen kon behalen. Als het schip met een snelheid van 14 knopen voerde, kon het 9.300 kilometer varen.
De primaire bewapening van het schip bestond uit zes 127mm kanonnen, verdeeld over drie geschuttorens. Verder had het negen 610mm torpedobuizen, tweeëntwintig keer Type 96 luchtafweergeschut, tien maal 13 mm luchtafweergeschut  en zesendertig dieptebommen.

## Dienst
Voor de Tweede Wereldoorlog heeft Sazanami gevochten tijdens de Tweede Chinees-Japanse Oorlog en de Invasie van Frans-Indochina. Daarna heeft het schip geparticipeerd aan de Slag in de Javazee, waar het geen grote rol heeft gespeeld. Daarna vocht het bij de Slag bij Malaya, de Slag bij Midway en de Slag om de Salomonseilanden. Op 12 januari 1944 werd het schip gezonken door de Amerikaanse onderzeeboot USS Albacore. 153 bemanningsleden sneuvelden.